# Nachtmann (Unternehmen)

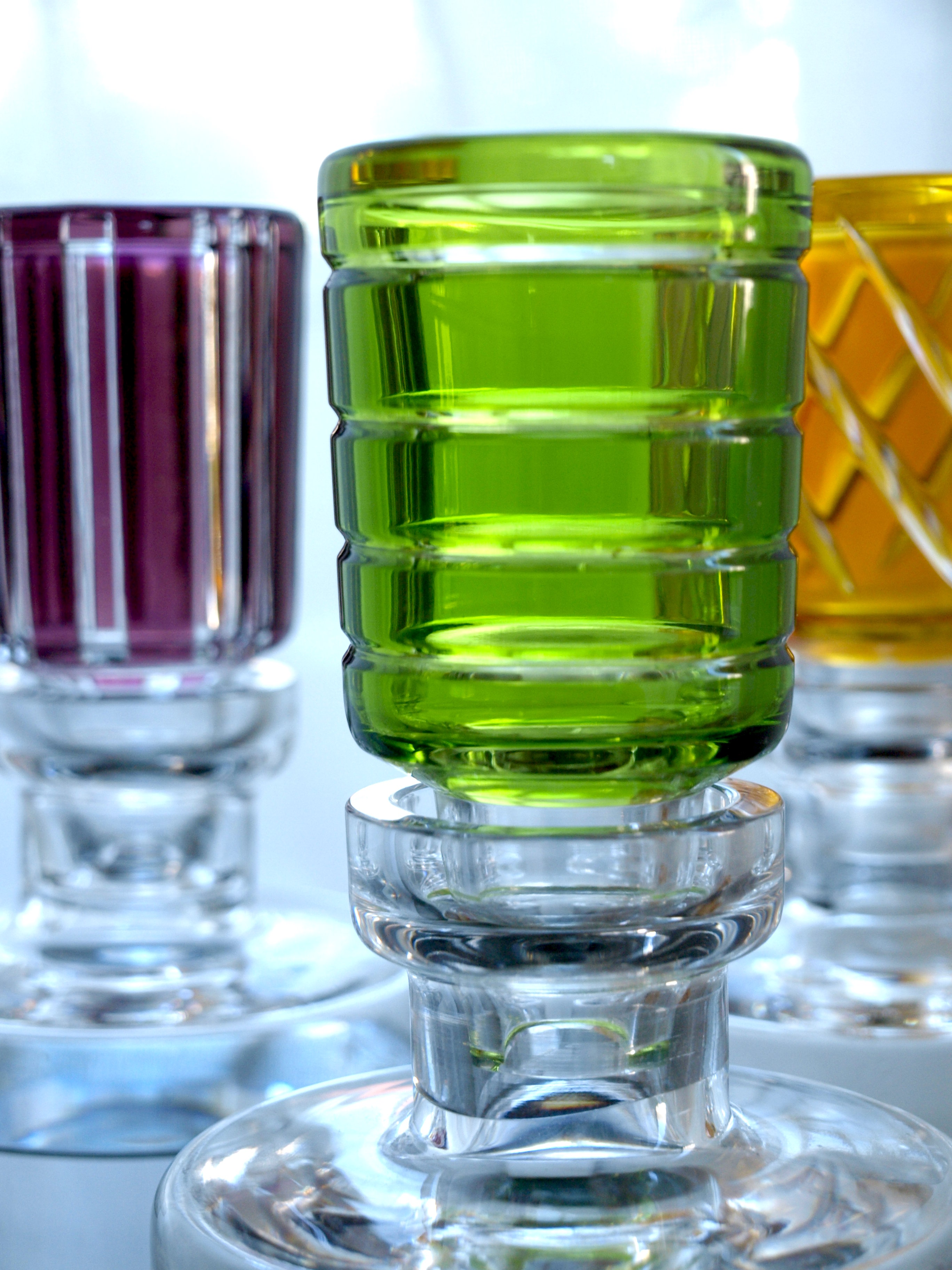
Karaffen der Serie Skin in Überfangtechnik

Nachtmann (auch bekannt als F.X. Nachtmann) ist ein deutscher Konzern mit Sitz in Neustadt an der Waldnaab, der sich vorwiegend mit der Produktion und dem weltweiten Vertrieb von Trinkgläsern und Geschenkartikeln aus Kristallglas befasst. Die Historie des Konzerns, der zu den größten Anbietern von Bleikristall weltweit gezählt wurde, reicht bis in das Jahr 1834 zurück. Die am Markt tätige wesentliche Vertriebsgesellschaft ist seit 2011 die Bayerische Glaswerke GmbH, zuvor war es die F.X. Nachtmann Bleikristallwerke GmbH. Mutterunternehmen und Holding ist die Nachtmann GmbH.

## Geschichte
Das Unternehmen wurde 1834 durch den Glasschneider (Graveur) Joh. Michael Nachtmann (1796–1884) in Unterhütte (Glashütte Herzogau) bei Waldmünchen gegründet. Er stellte mit 25 Glasmachern Trinkgläser, Flaschen und Krüge her. Sein Sohn Franz Xaver Nachtmann (1830–1892) übernahm 1851 den Betrieb und verlegte ihn nach Ödhütte (heute Voithenberghütte) zwischen Waldmünchen und Furth im Wald. 1866 zog die Produktion mit 45 Mitarbeitern nach Seebachhütte bei Bayerisch Eisenstein um. 1892 übernahm Johann Frank (1856–1905) den Betrieb unter Beibehaltung des etablierten Namens F.X. Nachtmann.
Im Jahr 1901 wurde das Unternehmen von Zacharias Frank (1869–1944) übernommen und der Sitz mit 100 Mitarbeitern nach Neustadt an der Waldnaab verlegt. Die Glasfabrik Riedlhütte wurde 1905 gepachtet und 1907 erworben.
Die Produktion von Bleikristall begann 1912. Der Standort Riedlhütte wurde 1920 ausgebaut und ein neues Werk in Amberg errichtet. 1945 wurden die durch den Krieg zerstörten Produktionsanlagen erneuert und an den Standorten Neustadt a.d. Waldnaab und Riedlhütte Bleikristall gefertigt.
Aus dem Unternehmen F.X. Nachtmann wurde 1969 die F.X. Nachtmann Bleikristallwerke KG. 1979 erfolgte die Änderung der Rechtsform in eine GmbH. In Weidens Norden wurde 1983 der Grundstein für das dritte Bleikristallwerk gelegt.
Die traditionsreiche Kristallglasfabrik Spiegelau in Spiegelau einschließlich ihres Werks II, der Glashütte Gistl in Frauenau, wurde 1990 übernommen. Der Mitarbeiterstamm wuchs dadurch auf rund 2150 Beschäftigte. Mit der Gründung der Kristallglasfabrik Amberg GmbH kam es 1991 zur Produktionskooperation mit der Rosenthal AG (Selb), wobei die technische und kaufmännische Führung bei Nachtmann blieb. Ab 1993 firmierte das Unternehmen als F.X. Nachtmann Crystal AG. Die Beteiligung der Rosenthal AG an der Kristallglasfabrik Amberg wurde 1995 von der F.X. Nachtmann Crystal AG übernommen, die damit ab 1997 einen Kapitalanteil von fast 90 % hielt.
2002 wurde am Stammsitz des Unternehmens in Neustadt an der Waldnaab nach 100 Jahren die Glasproduktion eingestellt.
2004 erfolgte die Übernahme der Nachtmann Crystal AG durch Riedel Glas. Für das Unternehmen waren 2004 etwa 1600 Mitarbeiter tätig. Der Umsatz der F.X. Nachtmann AG betrug 120 Mio. Euro.
Im Juni 2009 teilte die Unternehmensführung der Riedel Glas mit, dass man sich zukünftig nur noch auf drei Produktionsstandorte konzentrieren werde und das Werk in Riedlhütte zum Jahresende geschlossen werde. Dies bedeutete für 180 Mitarbeiter den Verlust ihrer Arbeitsplätze; 30 Mitarbeitern des Werks wurde die Übernahme in andere Werke angeboten. Bleikristall sollte nur noch im Werk in Weiden produziert werden.
Bis zum 31. Dezember 2010 fungierte die F.X. Nachtmann Bleikristallwerke GmbH als Vertriebsgesellschaft für die in den Werken Weiden und Amberg, die eigenständige Gesellschaften innerhalb der Nachtmann-Gruppe gewesen sind, produzierten Waren. Mit Wirkung zum 1. Januar 2011 übertrug die F.X. Nachtmann Bleikristallwerke GmbH ihre Vertriebstätigkeiten auf die Bayerische Glaswerke GmbH, die Vertriebsmitarbeiter blieben jedoch weiterhin bei ihr beschäftigt. Im Februar 2016 wurde die F.X. Nachtmann Bleikristallwerke GmbH in F.X. Nachtmann Kristallwerke GmbH umbenannt. Der Umsatz der F.X. Nachtmann Kristallwerke GmbH betrug 47 Mio. Euro im Geschäftsjahr 2015/16. Zum 31. Dezember 2016 wurde die F.X. Nachtmann Kristallwerke GmbH mit der Bayerischen Glaswerke GmbH verschmolzen.
Zum 31. Januar 2019 wurde die Glashütte in Frauenau geschlossen, nachdem die Produktion bereits Ende Oktober 2018 eingestellt worden war. Gefertigt wird heute nur noch Kristallglas, kein Bleikristall mehr, und nur noch in Weiden und Amberg.

## Nachtmann-Konzern

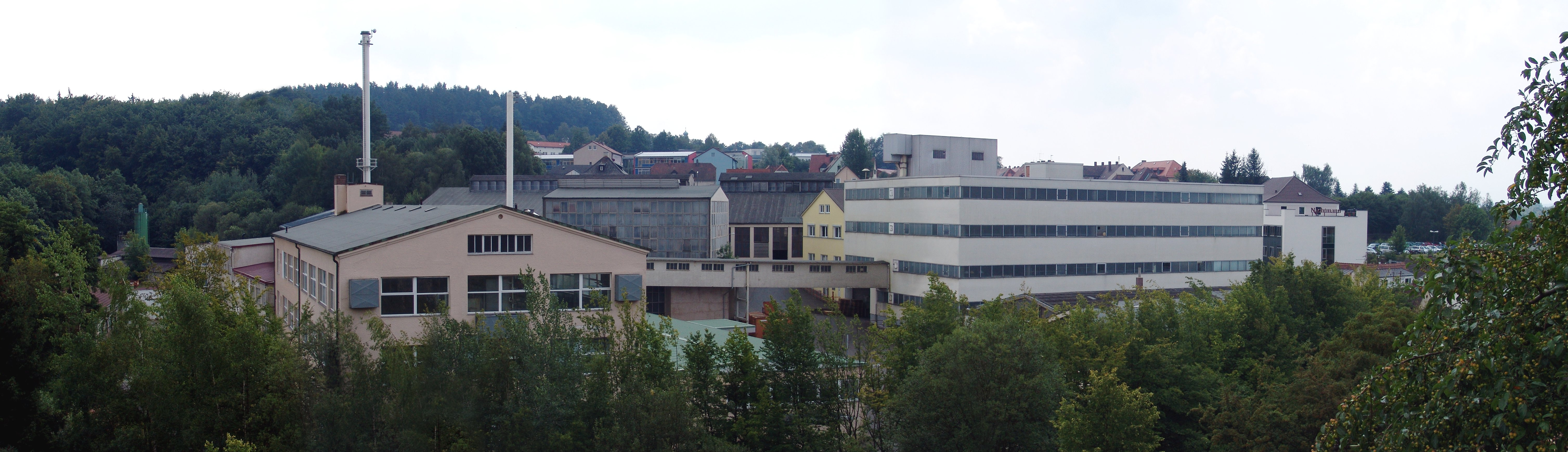
Nachtmann in Neustadt an der Waldnaab (2007)

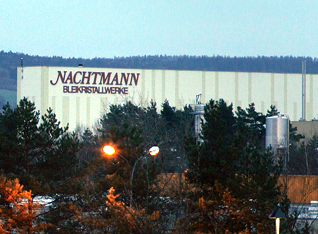
Hochregallager von Nachtmann im Industriegebiet Am Forst in Weiden (2012)

Der aus neun Gesellschaften bestehende Nachtmann-Konzern produziert und vertreibt weltweit Trinkgläser und Geschenkartikel aus Kristallglas. Das Mutterunternehmen, die Nachtmann GmbH, ist als Holding mit zentraler Leitungs- und Dienstleistungsfunktion tätig. Die Bayerische Glaswerke GmbH, Rechtsnachfolger der F.X. Nachtmann Bleikristallwerke, ist als Vertriebsgesellschaft tätig. Neben den aktiven oder ehemaligen produzierenden Gesellschaften in Weiden, Riedlhütte, Frauenau und Amberg gehören die Beschäftigungsgesellschaft Ostbayern GmbH sowie die Unterstützungskasse Geheimrat Frank'sches Sozialwerk GmbH als 100%ige Tochtergesellschaften zum Konzern. Ferner gehören die US-amerikanische R.D. Inc. als 100%ige Tochtergesellschaft sowie die spanische Vertriebsgesellschaft Spiegelau Iberica S.L. als 50%ige Beteiligung zum Konzern.
Der Nachtmann-Konzern erwirtschaftete im Geschäftsjahr 2021/22 einen Umsatz von 113,1 Millionen Euro mit 452 Mitarbeitern im Jahresdurchschnitt (umgerechnet auf Vollzeitkräfte waren es 434,8 Beschäftigte einschließlich Auszubildender). Davon entfielen 81,8 Millionen Euro Umsatz und durchschnittlich 55 Mitarbeiter auf die Bayerische Glaswerke GmbH.

## Kritik
Die Bayerische Glaswerke GmbH wurde mit dem 1. Platz des Negativpreises Plagiarius für das Jahr 2024 ausgezeichnet, da die 2020 von Nachtmann vorgestellte maschinell gefertigte Glasserie Definition der 2004 eingeführten mundgeblasenen Glasserie eines Mitbewerbers zum Verwechseln ähnlich sieht und „fairer Wettbewerb unter respektierten Mitbewerbern anders aussieht.“

## Publikationen
- Manfred Stock: Ein Glas geht um die Welt: 150 Jahre Nachtmann Bleikristall. 1834–1984. Festschrift, München 1984.